# Alachua County
Alachua County is een county in de Amerikaanse staat Florida.
De county heeft een landoppervlakte van 2264 km² en telt 217.955 inwoners (volkstelling 2000). De hoofdplaats is Gainesville.

## Bevolkingsontwikkeling
De county werd gesticht in 1824. "Alachua" is een Indiaans (Muskogee/Timucua) woord voor gootsteenputje. Belangrijke steden in Alachua County zijn:

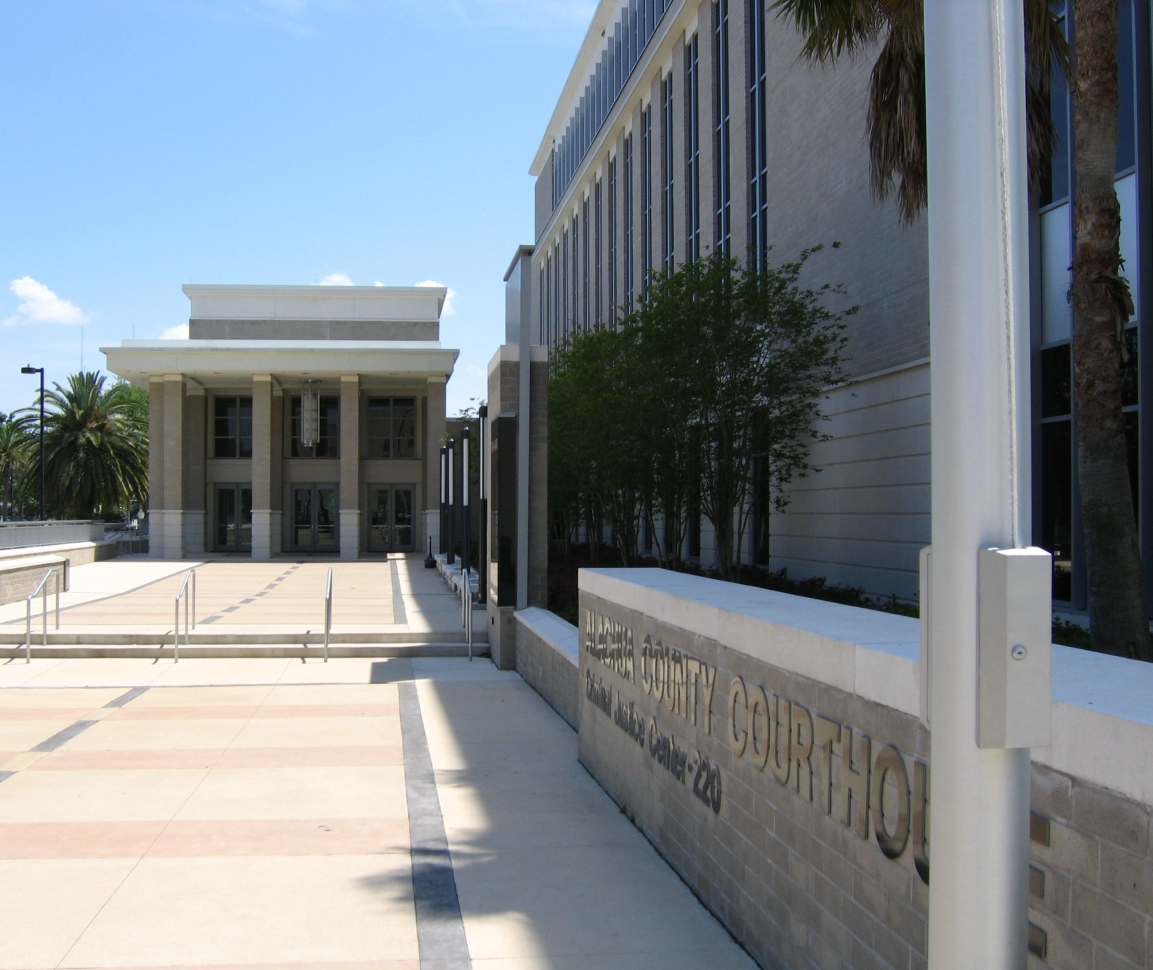
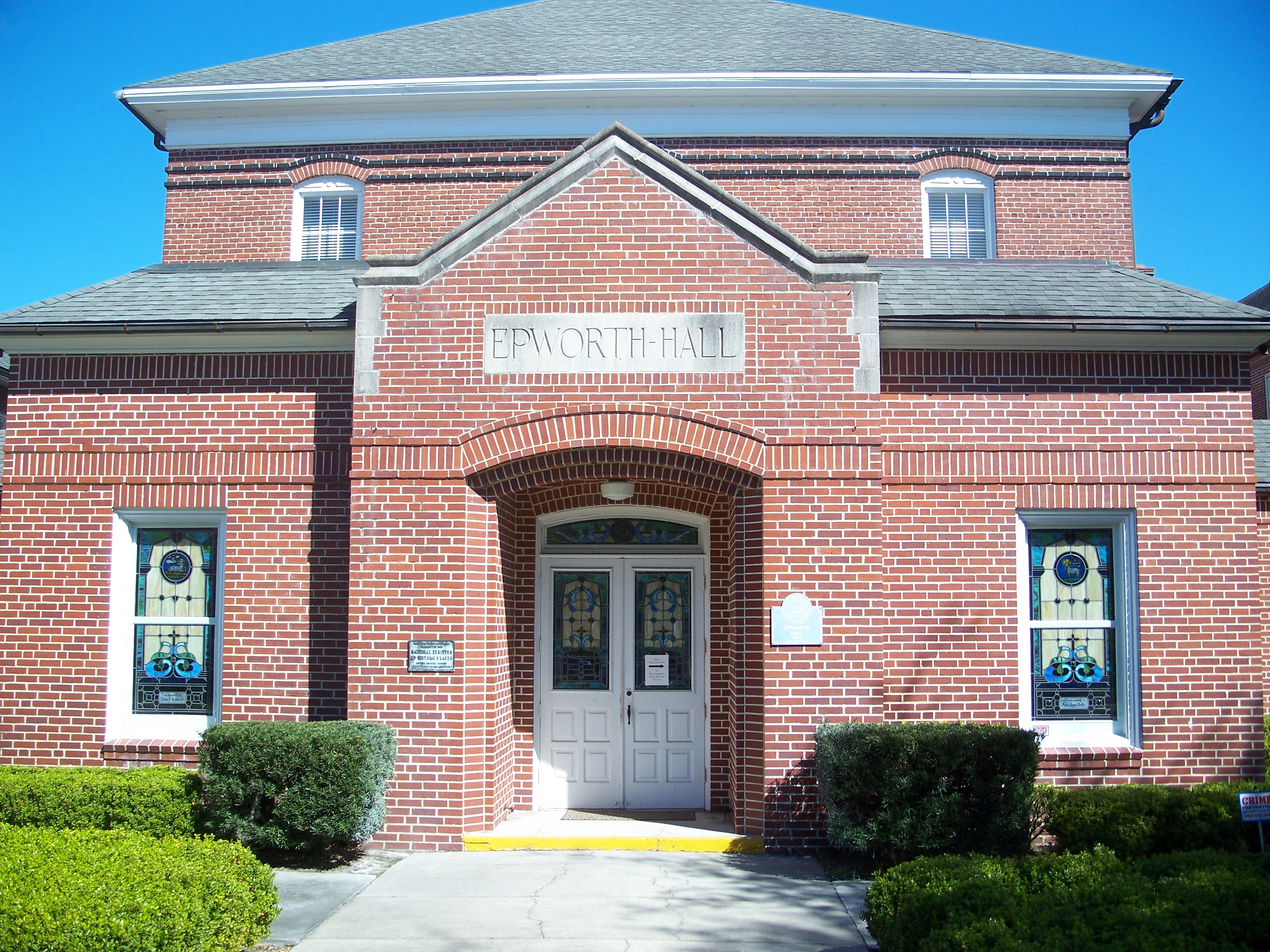
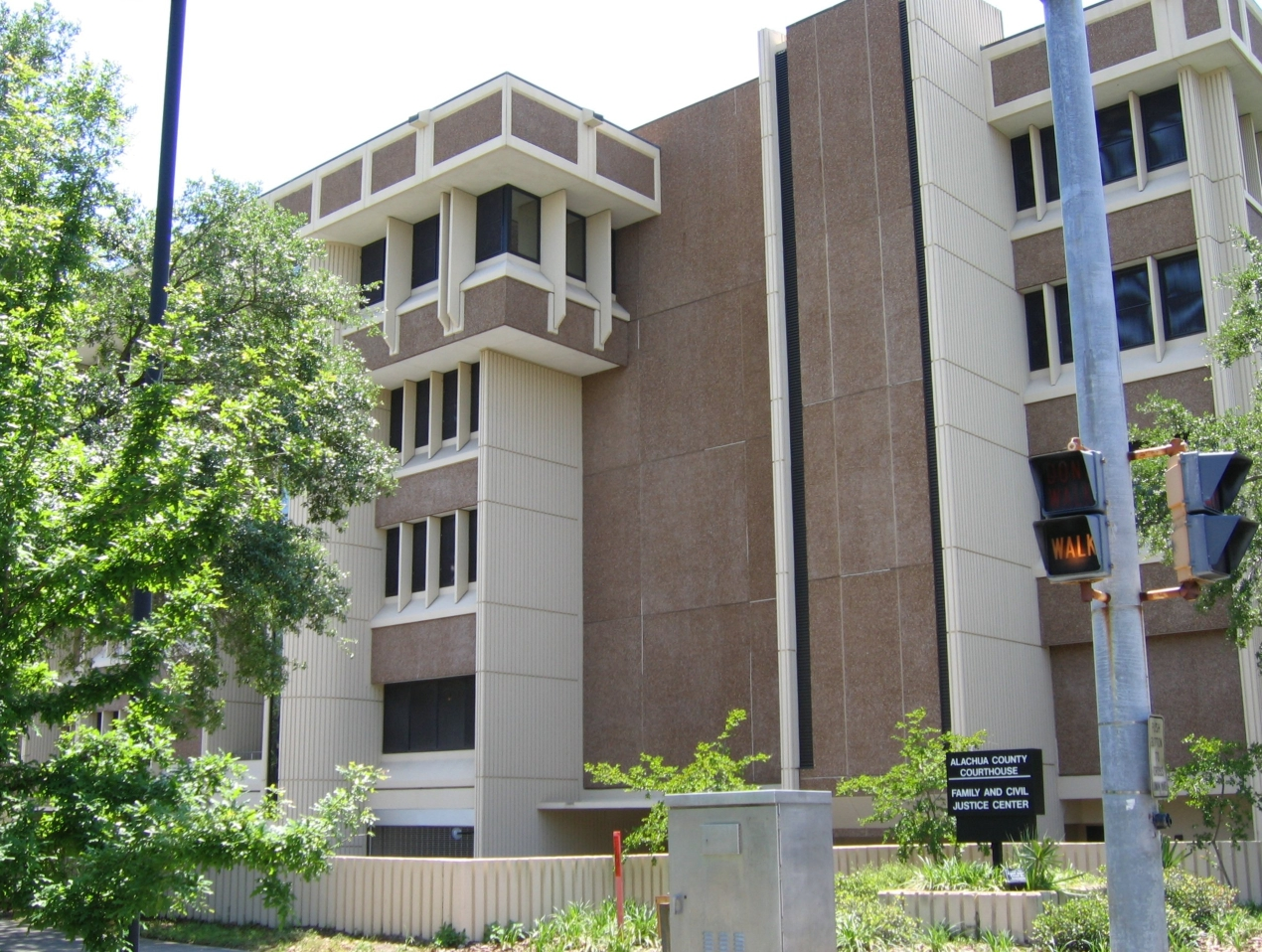

- Alachua
- Gainesville
- Hawthorne
- High Springs
- Waldo

Voor alle county's zie: Florida.